# Thomas Israël
 (février 2017).
Thomas Israël, né en 1975 à Bruxelles, est un artiste multimedia basé à Bruxelles, qui propose des installations et des performances vidéo qui sont autant d’œuvres immersives et interactives. Lui-même issu des arts de la scène, son approche atypique des arts numériques tourne autour des thématiques du corps, du temps et de l’inconscient. Son travail a été montré au MoMA de New York, à la Société des Arts technologiques à Montréal, au musée des Abattoirs de Toulouse et dans de nombreux festivals, foires, galeries et musées dans le monde depuis 2005. Il est représenté par la galerie Charlot (Paris). Sa première monographie sortira mi-2013 à la Lettre volée.